# تامی آسپدن
تامی آسپدن (انگلیسی: Tommy Aspden; ۲۷ دسامبر ۱۸۸۰ – ۱۷ فوریهٔ ۱۹۵۹) یک فوتبالیست حرفه ای اهل انگلستان بود که به عنوان وینگر در لیگ فوتبال انگلیس برای برنلی بازی می‌کرد. وی برای کترینگ و برایتون اند هوو آلبیون بازی می‌کرد و برای مدت کوتاهی به اولدهام اتلتیک پیوست.
از باشگاه‌هایی که در آن بازی کرده است می‌توان به باشگاه فوتبال پرستون نورث اند، باشگاه فوتبال اولدهام اتلتیک، باشگاه فوتبال کترینگ تاون، باشگاه فوتبال برایتون اند هوو آلبیون، و باشگاه فوتبال برنلی اشاره کرد.